# Roville-devant-Bayon
Roville-devant-Bayon är en kommun i departementet Meurthe-et-Moselle i regionen Grand Est (tidigare regionen Lorraine) i nordöstra Frankrike. Kommunen ligger i kantonen Haroué som tillhör arrondissementet Nancy. År 2022 hade Roville-devant-Bayon 746 invånare.

## Befolkningsutveckling
Antalet invånare i kommunen Roville-devant-Bayon
| Referens: INSEE |